# بني سليمان
بني سليمان بلدية بدائرة بني سليمان ولاية المدية الجزائرية. تقع مدينة بني سليمان 75 كم شرق عاصمة الولاية 55 كم غرب مدينة البويرة و90 كم جنوب الجزائر العاصمة.
تشتهر بأراضيها الزراعية الشاسعة والمسماة سهل بني سليمان وهو أكبر السهول الداخلية بشمال أفريقيا ذات طابع رعوي فلاحي وأكبر محاصلها الزراعية القمح والشعير الخضر الموسمية والفواكه كالتفاح والإجاص لكن رغم ذلك تفتقر إلى من يخدمها وذلك بسبب ندرة المياه.
غير انه قد انطلقت أشغال إنجاز سد بني سليمان بمنطقة أهل الشعبة في جبل الصافي الذي يعد أكبر سد في ولاية المدية الذي يعول عليه للنهوض بالقطاع الفلاحي وجلب الاستثمارات إلى المنطقة وتوفير آلاف مناصب الشغل للشباب البطال كما تشتهر منطقة بني سليمان بتربية الدواجن وتربية الأغنام على مستوى القرى والمداشر

## أبناء المنطقة
بعد دخول القوات الفرنسية للجزائر وجدت في طريقها ابطالا في كل أنحاء الجزائر فبمنطقة بني سليمان ضحى أبناءها بنفسهم على غرار الشهيد بودرومي مسعود والشهيد محمد بلعالم والشهيد سي رابح وغيرهم من الأبطال.الشهيد برقاش بوستة والعمراني.. والشهيد برجم عبد القادر
أنجبت بني سليمان العديد ممن الشخصيات الهامة منهم الجنرال إسماعيل العماري العقيد محمد برقاش
والسياسي الأخضر الإبراهيمي.

## المرافق
تحتوي مدينة بني سليمان على عدة مرافق ابرزها دار الثقافة ودار الشباب ومركز للتكوين المهني والتمهين ومعهد وطني متخصص في التكوين المهني لإدارة الغابات وقاعة للسينما وثلاثة حدائق وملعب بلدي وثلاث ملاعب جوارية و3 ثانويات وخمسة إكماليات ومستشفى وثلاثة عيادات ومصحة جوارية ومركز مكافحة السل ومشروع المدينة الجديدة الذي قد يفك الضغط ومشكل السكنات القصديرية بالمدينة وقاعة متعددة الرياضات ومزالت تفتقر إلى العديد من المرافق
تضم البلدية مركز سونطراك لتعبئة قوارير بغاز البوتان.